# Kanton Le Mans-Nord-Ville
Kanton Le Mans-Nord-Ville (fr. Canton du Mans-Nord-Ville) je francouzský kanton v departementu Sarthe v regionu Pays de la Loire. Tvoří ho pouze severní část města Le Mans (čtvrtě Villaret, Gazonfier, Yzeuville a Clairefontaine).